# Vészi Margit
Vészi Margit (Budapest, 1885. április 27. – Alicante, 1961. július 11.) újságíró, festő, grafikus, Vészi József leánya, Molnár Ferenc első felesége.

## Élete
Festőnek készült, Bihari Sándor tanítványa volt. Néhány külföldi kiállításon és egy budapesti kollektív kiállításon (1911) szerepelt is festményeivel és grafikáival. Azután az újságírásra tért át. Először a Pester Lloydnak, majd Az Estnek volt a munkatársa. 1912–1914 között a Művészetben is jelentek meg levelei. Az első világháború (1914–1918) alatt haditudósító volt.
1906. május 19-én Budapesten házasságot kötött Molnár Ferenccel. A házasság csakhamar megromlott. Molnár nem egy alkalommal tettleg bántalmazta feleségét. 1910-ben elváltak. A válás után Rómában, az USA-ban élt, és ott Hollywoodban dolgozott is. Lefordította Pierre Loti Krizantém asszony című regényét (Budapest, 1919).
Hetvenhat éves korában a spanyolországi Alicante városában egy hotelszobában önkezével vetett véget életének.

## Családja
Szülei Vészi József és Keményfi Franciska. Lánya Molnár Márta (előbb Horváth Zoltán publicista, majd Sárközi György író felesége); unokái Horváth Eszter ének-zene tanár (Lukin László karnagy felesége), Horváth Ádám rendező, Sárközi Mátyás író. Dédunokái: Lukin Sándor, tévéoperatőr; Lukin Cecília, a Magyar Rádió Gyermekkórusának titkára; Lukin Ágnes, az MTV rendezője; Lukin Gábor, zeneszerző; Lukin Márta opera-énekesnő; Lukin András; Lukin Zsuzsanna, énekes, karnagy és Lukin Katalin, angoltanár.

## Művei
- Az égő Európa (riportok, Budapest, 1915)
- Útközben (visszaemlékezések, Budapest, 1918)
- Éjféli mese (elbeszélések, Budapest, 1923)

### Fordításai
- Edward Knoblauch: Mária testvér. Regény. Ford. Vészi Margit. Budapest: Dardik, 1914.
- Pierre Loti: Krizantém asszony. Ford. Vészi Margit. Budapest: Athenaeum, 1919.